# A Christmas Melody
A Christmas Melody (também conhecido como Mistletoe & Melody) (bra: Uma Canção de Natal) é um filme natalino americano de 2015 dirigido por Mariah Carey, contracenando com Lacey Chabert. Foi filmado em Ohio em outubro de 2015, e lançado no Hallmark Channel em 19 de dezembro do mesmo ano. O filme foi assistido por 3,95 milhões de telespectadores no dia de seu lançamento.

## Sinopse
A mãe viúva Kristin voltou recentemente para sua cidade natal, Silver Falls, Ohio, com sua filha Emily, depois que seu negócio de moda em Los Angeles faliu. O processo foi difícil para as duas, especialmente porque a mudança coloca Kristin cara a cara com Melissa, sua ex-rival do ensino médio e atual presidente da Parent-Teacher Association (PTA) local. No entanto, as coisas mudam quando Emily encontra mentoria em seu professor de música Danny, ex-colega de classe de Kristin que se sentia secretamente atraído por ela.

## Elenco
| Ator/Atriz      | Personagem              |
| Lacey Chabert   | Kristin Randall Parson  |
| Mariah Carey    | Melissa Mckean Atkinson |
| Brennan Elliott | Danny Collier           |
| Kathy Najimy    | Sarah Randall           |
| Fina Strazza    | Emily Parson            |

## Produção
Em setembro de 2015, a Greater Cincinnati & Northern Kentucky Film Commission declarou que Carey estaria em Cincinnati gravando um filme, intitulado provisoriamente Mistletoe & Melody. Carey foi confirmada como diretora do filme e que também faria uma participação, e Stella Bulochnikov, Jonathan Axelrod, Alan Ett, Eric Jarboe e Kevin Connor foram escalados como produtores executivos do filme. Lacey Chabert e Brennan Elliott foram confirmados para atuar no filme que foi renomeado para A Christmas Melody. A atriz infantil Fina Strazza foi convidada para atuar como a filha de Chabert e cantar "Oh Santa!", música original de Mariah na qual ela reescreveu para o filme. As filmagens começaram em 6 de outubro de 2015 nos subúrbios de Cincinnati, Wyoming e Hyde Park, e estavam previstas para terminar em 16 de outubro, mas não terminaram até 26 de outubro.
Em 17 de novembro de 2015, a Hallmark Channel lançou um trailer de A Christmas Melody. A Entertainment Tonight achou o trailer divertido, escrevendo: "Só o tempo dirá quanta alegria natalina pode ser colocada em um filme, mas se este trailer servir de indicação, A Christmas Melody estará ultrapassando os limites."

## Lançamento e recepção
A Christmas Melody foi ao ar pela primeira vez na Hallmark Channel em 19 de dezembro de 2015, como parte da programação anual de feriados "Countdown to Christmas". Foi visto por 3,95 milhões de telespectadores após o lançamento, mais do que qualquer outro programa naquele dia. A VH1 escreveu uma crítica mista para o filme, afirmando "Claro, o filme tem um final abrupto e meloso, mas isso não torna a jornada menos divertida de assistir. Falando de Mariah Carey, A Christmas Melody é digno de um Óscar. É tão ruim e tão bom como um trem desgovernado, é como It's a Wonderful Life em coma." O The New York Times também deu uma avaliação mista, escrevendo "Ao contar a história de Kristen (Lacey Chabert), uma mãe solteira viúva cuja seu negócio de roupas em Los Angeles faliu, o filme é bem calmo de assistir quanto todo o resto da programação de Natal da Hallmark, que inclui títulos como I'm Not Ready for Christmas, Merry Matrimony e 'Tis the Season for Love. Mas a participação da Sra. Carey fez a ruindade genérica de A Christmas Melody um pouco melhor do que seus semelhantes. Ela se refere como uma mulher que veio de Vênus para o entretenimento familiar". A NPR elogiou o filme como uma "adição deliciosamente maluca ao firmamento da loucura natalina".

## Referencias
1. ↑  «Uma Canção de Natal». AdoroCinema. Consultado em 5 de junho de 2024
2. ↑  Parker, E. «Mariah Carey Directs 'A Christmas Melody' Movie In Time For The Holidays». Radio.com. Consultado em 18 de novembro de 2015. Arquivado do original em 19 de novembro de 2015
3. ↑  Tietjen, Alexa. «Mariah Carey's Upcoming Hallmark Film A Christmas Melody Was Definitely Inevitable». VH1. Consultado em 18 de novembro de 2015
4. ↑  Mains, Brian. «Mariah Carey to direct and star in 'Melody & Mistletoe' in Cincinnati». WCPO. Consultado em 20 de janeiro de 2015. Arquivado do original em 17 de setembro de 2015
5. ↑  «Mariah Carey continues filming 'A Christmas Melody' in Wyoming». WLWT. Consultado em 18 de novembro de 2015
6. ↑  «Mariah Carey on the Helm of 'Christmas Melody' for the Hallmark Channel». Latino Post. Consultado em 18 de novembro de 2015
7. 1 2  Kiesewetter, John. «Mariah Carey Starts Filming 'A Christmas Melody'». WVXU. Consultado em 18 de novembro de 2015
8. ↑  Kiesewetter, John. «Broadway's 'Matilda' Star Here For Mariah Carey Movie». WVXU. Consultado em 18 de novembro de 2015
9. ↑  Motsinger, Carol. «Mariah Carey movie transforms Wyoming». The Cincinnati Enquirer. Consultado em 18 de novembro de 2015
10. ↑  Strecker, Erin. «All I Want for Christmas Is Mariah Carey's Christmas TV Movie: Watch the Trailer». Billboard. Consultado em 18 de novembro de 2015
11. ↑  Seemayer, Zach. «Mariah Carey's Hallmark Channel Christmas Movie Looks as Cheesy as You Imagined». Entertainment Tonight. Consultado em 18 de novembro de 2015
12. ↑  Hitt, Caitlyn (30 de novembro de 2015). «Hallmark Channel Christmas Movies 2015: December Countdown To Christmas Premiere Dates and Trailers». International Business Times. Consultado em 19 de dezembro de 2015
13. ↑  Kissell, Rick (23 de dezembro de 2015). «Weekly Ratings: ABC Family, Hallmark Score With Holiday Fare; NBC Rules Again in Demos». Variety. Consultado em 4 de janeiro de 2016
14. ↑  «Mariah Carey as a Shady PTA Mom in Hallmark's A Christmas Melody Is Peak Mariah Carey». VH1. Consultado em 20 de dezembro de 2015
15. ↑  Morris, Wesley (22 de dezembro de 2015). «Mariah Carey's List Is Short: All She Wants Is Immortality». The New York Times. ISSN 0362-4331. Consultado em 24 de dezembro de 2015
16. ↑  Holmes, Linda (21 de dezembro de 2015). «20 Things You Desperately Need To Know About Mariah's Hallmark Movie». NPR. Consultado em 28 de dezembro de 2015